# Hände der Sache
Die Hände der Sache oder Hände der Sache Gottes waren Bahai, welche jeweils von Bahāʾullāh, ʿAbdul-Baha' bzw. von Shoghi Effendi auf Lebenszeit ernannt wurden und deren Hauptaufgabe es war, den Bahai-Glauben zu verbreiten und zu schützen. Insgesamt gab es fünfzig Hände der Sache, wovon vier von Bahāʾullāh, vier von ʿAbdul-Baha' und 42 von Shoghi Effendi ernannt wurden. Als Shoghi Effendi starb, lebten noch 27 der Hände der Sache. Heute wird der Titel nicht mehr vergeben und mit Ali Muhammad Varqa starb die letzte Hand der Sache. Aktuell übernimmt das Haus der Gerechtigkeit die Leitung der weltweiten Bahai-Gemeinde.

## Die Hände der Sache

### Von Bahāʾullāh ernannt
- Haji Mulla Ali-Akbar (1842–1910)
- Haji Mirza Muhammad-Taqi (?–1917)
- Mirza Muhammad-Hasan (1848–1919)
- Mirza Ali-Muhammad (?–1928)

### Von ʿAbdul-Baha' ernannt
- Aqa Muhammad-i-Qa’ini (1829–1892)
- Mirza Ali-Muhammad Varqa (?–1896)
- Mulla Sadiq-i-Muqaddas
- Shaykh Muhammad-Riday-i-Yazdi

### Von Shoghi Effendi posthum ernannt
- John Ebenezer Esslemont (1874–1925)
- Haji Amin (1831–1928)
- Keith Ransom-Kehler (1876–1933)
- Martha Root (1872–1939)
- John Henry Hyde Dunn (1855–1941)
- Siyyid Mustafa Rumi (?–1942)
- Abdu’l-Jalil Bey Sa’d (?–1942)
- Muhammed Taqiy-i-Isfahani (?–1946)
- Roy C. Wilhelm (1875–1951)
- Louis George Gregory (1874–1951)

### Die ersten von Shoghi Effendi ernannten Hände der Sache (24. Dezember 1951)
- Dorothy Beecher Baker (1898–1954)
- Amelia Engelder Collins (1873–1962)
- Ali-Akbar Furutan (1905–2003)
- Ugo Giachery (1896–1989)
- Hermann Grossmann (1899–1968)
- Horace Hotchkiss Holley (1887–1960)
- Leroy C. Ioas (1896–1965)
- William Sutherland Maxwell (1874–1952)
- Taraz’u’llah Samandari (1874–1968)
- Valiyu’llah Varqa (1884–1955)
- George Townshend (1876–1957)
- Charles Mason Remey (1874–1974)

### Die zweiten von Shoghi Effendi ernannten Hände der Sache (29. Februar 1952)
- Siegfried Schopflocher (1877–1953)
- Shu’a’u’llah Ala’i (1889–1984)
- Musa Banani (1886–1971)
- Clara Dunn (1869–1960)
- Dhikru’llah Khadem (1904–1986)
- Adelbert Mühlschlegel (1897–1980)
- Corinne Knight True (1861–1961)

### Ernannt von Shoghi Effendi (Jahr der Ernennung)
- Ruhiyyih Khanum (1910–2000) (1952)
- Jalal Khadih (1897–1990) (1953)
- Paul Edmond Haney (1909–1982) (1954)
- Ali-Muhammad Varqa (1911–2007) (1955)
- Agnes Baldwin Alexander (1875–1971) (1957)

### Die letzten von Shoghi Effendi ernannten Hände der Sache
- Hasan Balyuzi (1908–1980)
- Abu’l-Qasim Faizi (1906–1980)
- John Ferraby (1914–1973)
- Collis Featherstone (1913–1990)
- Rahmatu’llah Muhajir (1923–1979)
- Enoch Olinga (1926–1979)
- John Aldham Robarts (1901–1991)
- William Sears (1911–1992)